# Topacio Fresh
Topacio Fresh   (Rosario, 26 de desembre de 1973) és una cantant, actriu, ballarina, galerista d'art i activista argentina establerta a Espanya des de 2002. És coneguda per la seva participació com a ballarina del grup Fangoria, per les seves galeria d'art a Madrid i pel seu treball com a actriu a la pel·lícula Las brujas de Zugarramurdi.

## Biografia
Des de molt jove s'interessa de manera autodidacta en l'art contemporani i realitza cursos i seminaris enfocats sobretot al videoart, la crítica d'obra i l'actuació artística.
La seva relació amb Espanya comença el 2002, quan va participar en un intercanvi cultural argentinoespanyol amb el centre d'art EGO i la Universitat Laboral de Gijón. Més tard va ser seleccionada per participar en l'exposició Globos Sonda del Museu d'Art Contemporani de Castella i Lleó. Llavors, va començar la seva col·laboració amb el grup musical espanyol Fangoria, primerament per participar en el vídeo dirigit per Martín Sastre "La mano en el fuego" i posteriorment per ser ballarina del grup format per Alaska i Nacho Canut.
El 2008, juntament amb el seu marit Israel Cotes, crea a Madrid la galeria La Fresh Gallery, on va ser sòcia i directora artística. Va realitzar les primeres exposicions d'artistes joves, com Alberto de les Heras o Nacho Torra, i hi van participar artistes com Juan Gatti i Fabio McNamara.
Un dels seus treballs com a comissària ha sigut el de l'exposició BIG (2014), commemorativa del cinquè aniversari de La Fresh Gallery, on va reunir Juan Gatti, Fabio McNamara, Gorka Postigo, Rubenimichi, Alberto de las Heras, Gabriela Bettini, Nacho Torra i Brian Kenny.
Compaginant la seva faceta de galerista, va començar a col·laborar activament en diversos programes de televisió i mitjans gràfics. Va ser el punt de partida del programa de telerealitat de la cadena MTV Alaska y Mario. També ha aparegut puntualment al cinema, com en la pel·lícula d'Álex de la Iglesia Las brujas de Zugarramurdi, on interpreta una bruixa en un petit cameo.
Va ser escollida en diverses ocasions com una de les 50 persones més influents LGTB pel diari El Mundo.

## Cinema
- 2013: Las brujas de Zugarramurdi

## Televisió
- 2011 - 2015: Alaska y Mario
- 2012 - 2015: Deluxe
- 2013: Campamento de Verano
- 2013: ¿Quién quiere casarse con mi hijo?
- 2014: Alaska y Coronas
- 2014: Supervivientes
- 2014: Deja sitio para el postre
- 2014: Cazamariposas VIP
- 2016: Pasapalabra
- 2016: Paquita Salas

## Música
- 2006: El extraño viaje (Fangoria)
- 2007: Leopardo No Viaja (Leopardo No Viaja)